# Comuna Tarcău, Neamț
Tarcău (în maghiară Tarkő) este o comună în județul Neamț, Moldova, România, formată din satele Ardeluța, Brateș, Cazaci, Schitu Tarcău, Straja și Tarcău (reședința).

## Așezare
Comuna se află în sud-vestul județului, la limita cu județul Bacău în zona munților Tarcăului, pe malurile Bistriței și ale afluentului acesteia, Tarcăul. Este străbătută de șoseaua națională DN15, care leagă Piatra Neamț de Toplița. Prin comună trece și calea ferată Bacău-Bicaz, care este deservită de halta de mișcare Tarcău Neamț. În zona comunei Tarcău se află rezervația faunistică Brateș, unde este protejat cocoșul de munte și rezervația forestieră Pădurea Goșman..

## Demografie
Componența etnică a comunei Tarcău
     Români (92,85%)
     Alte etnii (0,14%)
     Necunoscută (7,01%)
Componența confesională a comunei Tarcău
     Ortodocși (92,07%)
     Alte religii (0,58%)
     Necunoscută (7,35%)
Conform recensământului efectuat în 2021, populația comunei Tarcău se ridică la 2.952 de locuitori, în scădere față de recensământul anterior din 2011, când fuseseră înregistrați 3.062 de locuitori. Majoritatea locuitorilor sunt români (92,85%), iar pentru 7,01% nu se cunoaște apartenența etnică. Din punct de vedere confesional, majoritatea locuitorilor sunt ortodocși (92,07%), iar pentru 7,35% nu se cunoaște apartenența confesională.

## Politică și administrație
Comuna Tarcău este administrată de un primar și un consiliu local compus din 13 consilieri. Primarul, Manole-Dănuț Fîrțală[*], de la Partidul Național Liberal, este în funcție din octombrie 2020. Începând cu alegerile locale din 2024, consiliul local are următoarea componență pe partide politice:
|  | Partid                          | Consilieri | Componența Consiliului | Componența Consiliului | Componența Consiliului | Componența Consiliului |
|  | ------------------------------- | ---------- | ---------------------- | ---------------------- | ---------------------- | ---------------------- |
|  | Partidul Social Democrat        | 4          |                        |                        |                        |                        |
|  | Partidul Național Liberal       | 4          |                        |                        |                        |                        |
|  | Uniunea Salvați România         | 3          |                        |                        |                        |                        |
|  | Alianța pentru Unirea Românilor | 2          |                        |                        |                        |                        |

## Istorie
La sfârșitul secolului al XIX-lea, comuna nu exista, ci doar satele Tarcău și Straja în cadrul comunei Pângărați. Anuarul Socec din 1925 consemnează înființarea, în plasa Muntele din județul Neamț, a comunei Tarcău, cu 1242 de locuitori în satele Straja și Tarcău-Gheuca și în cătunele Lunca Strâmbului și Schitul Tarcău. În 1931, satele componente ale comunei erau Ardeluța-Brateș, Lunca Strâmbului, Straja și Tarcău.
În 1950, comuna a trecut în administrația raionului Piatra Neamț din regiunea Bacău. Satului Lunca Strâmbului i s-a schimbat în 1964 denumirea în cea de Lunca. În 1968, comuna a revenit la județul Neamț, reînființat; tot atunci, satul Lunca a fost desființat și comasat cu satul Tarcău, la fel ca și alte mici sate apărute între timp.

## Monumente istorice
În comuna Tarcău se află mănăstirea Sihăstria Tarcăului (secolele al XIX-lea–al XX-lea), monument istoric de arhitectură de interes național. Ansamblul, aflat în satul Schitu Tarcău, cuprinde biserica de lemn „Duminica Tuturor Sfinților” (1828–1833), casele monahale (secolul al XIX-lea) și turnul-clopotniță (1868).

## Potențial turistic
Antropic
- Mănăstirea Sihăstria Tarcăului
- Muzeul de artă Iulia Hălăucescu - Satul Tarcău
- Mănăstirea Daniil Sihastrul Tărcuța
- Monumentul Eroilor - Satul Tarcău

Natural
- Repezișurile Ianuș din Satul Cazaci și micul repeziș Piciorul Pascului
- Cascadele Frasin, Goșmanu, Răchitiș
- Cele 3 cascade de pe Bolovăniș și defileul acestuia, cheile Aței și defileul Tărcuței

## Personalități născute aici
- Simion Mironaș (1965 - 2022), fotbalist.

## Imagini

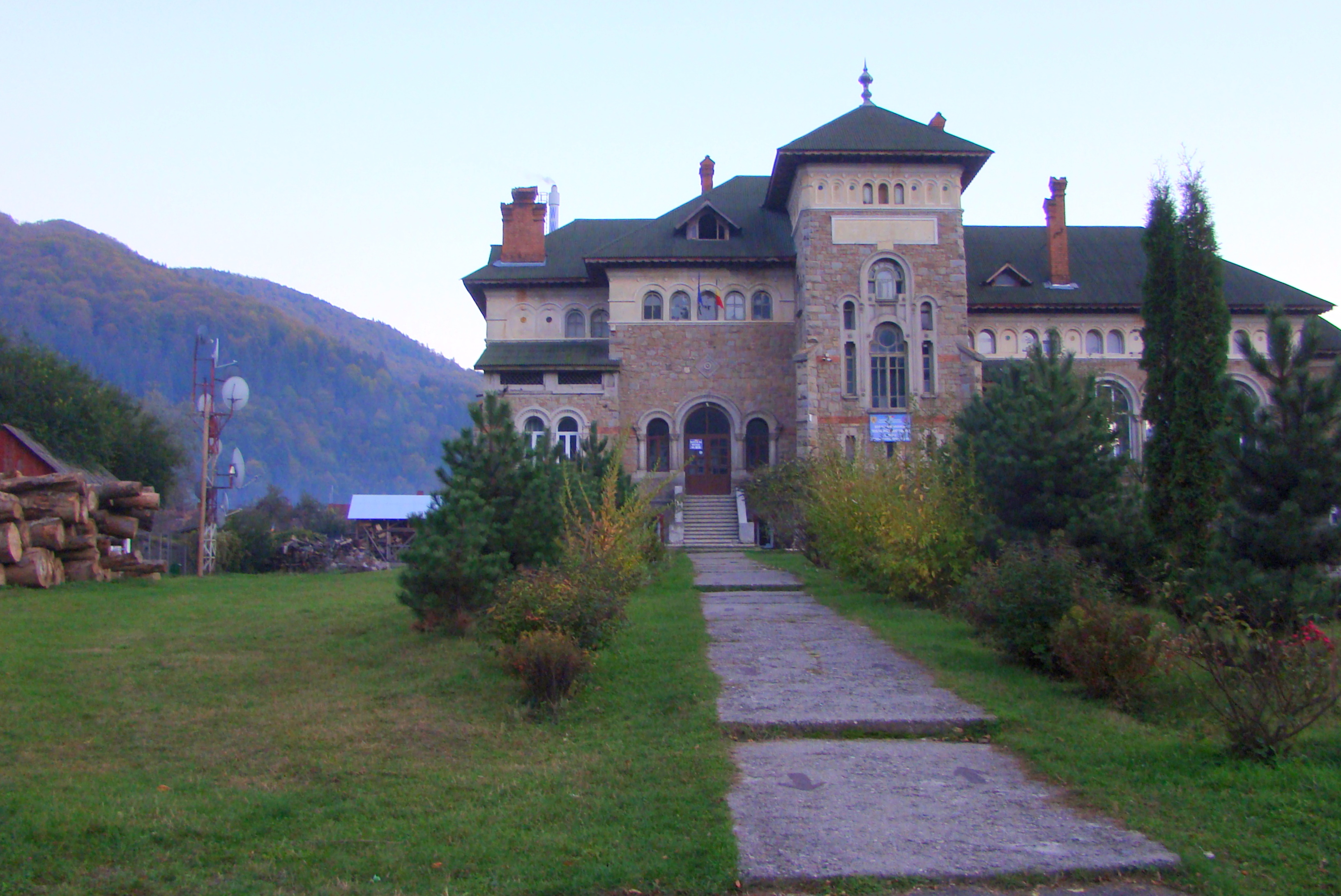
Muzeul de artă Iulia Hălăucescu
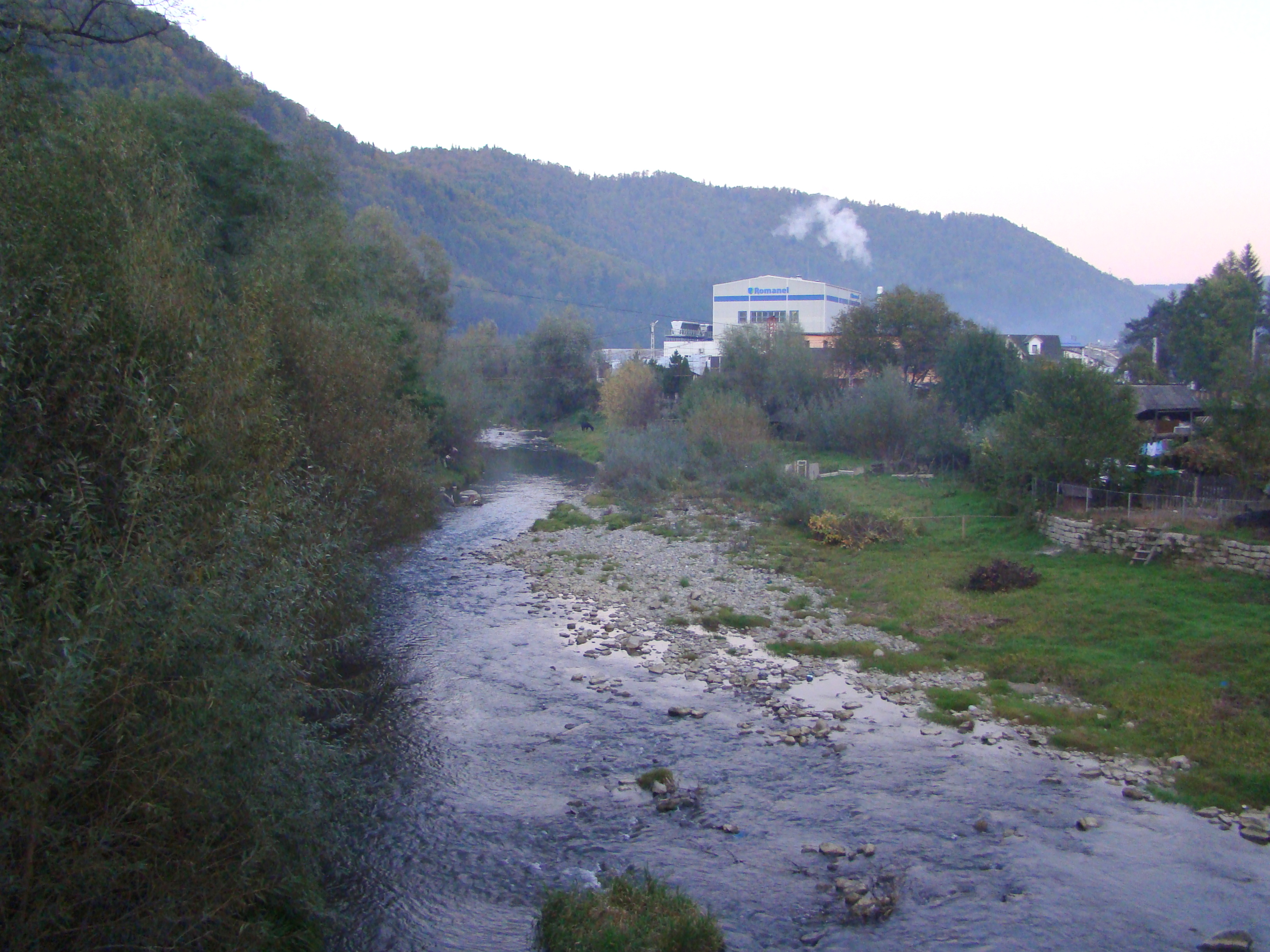
Râul Tarcău
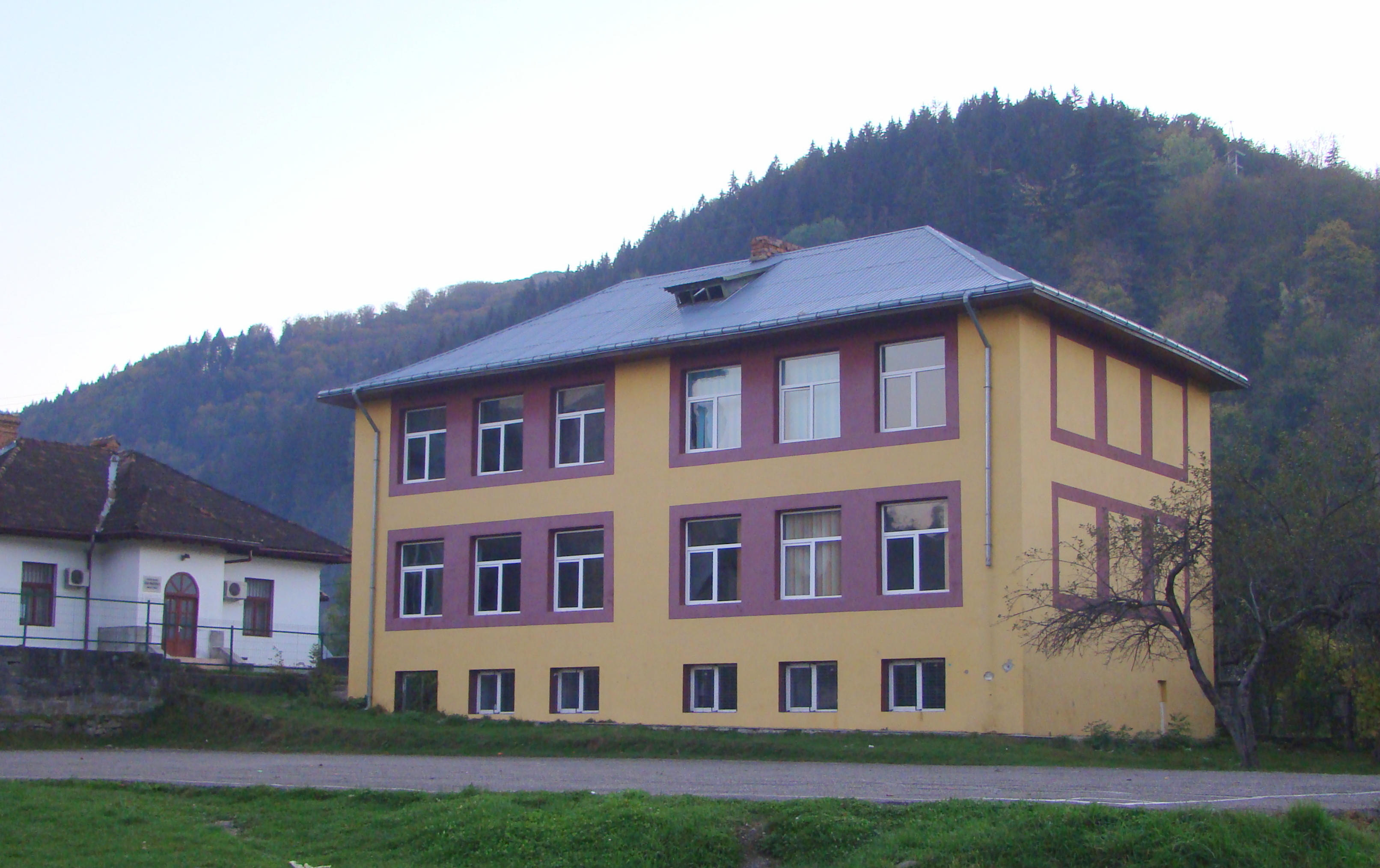
Școala
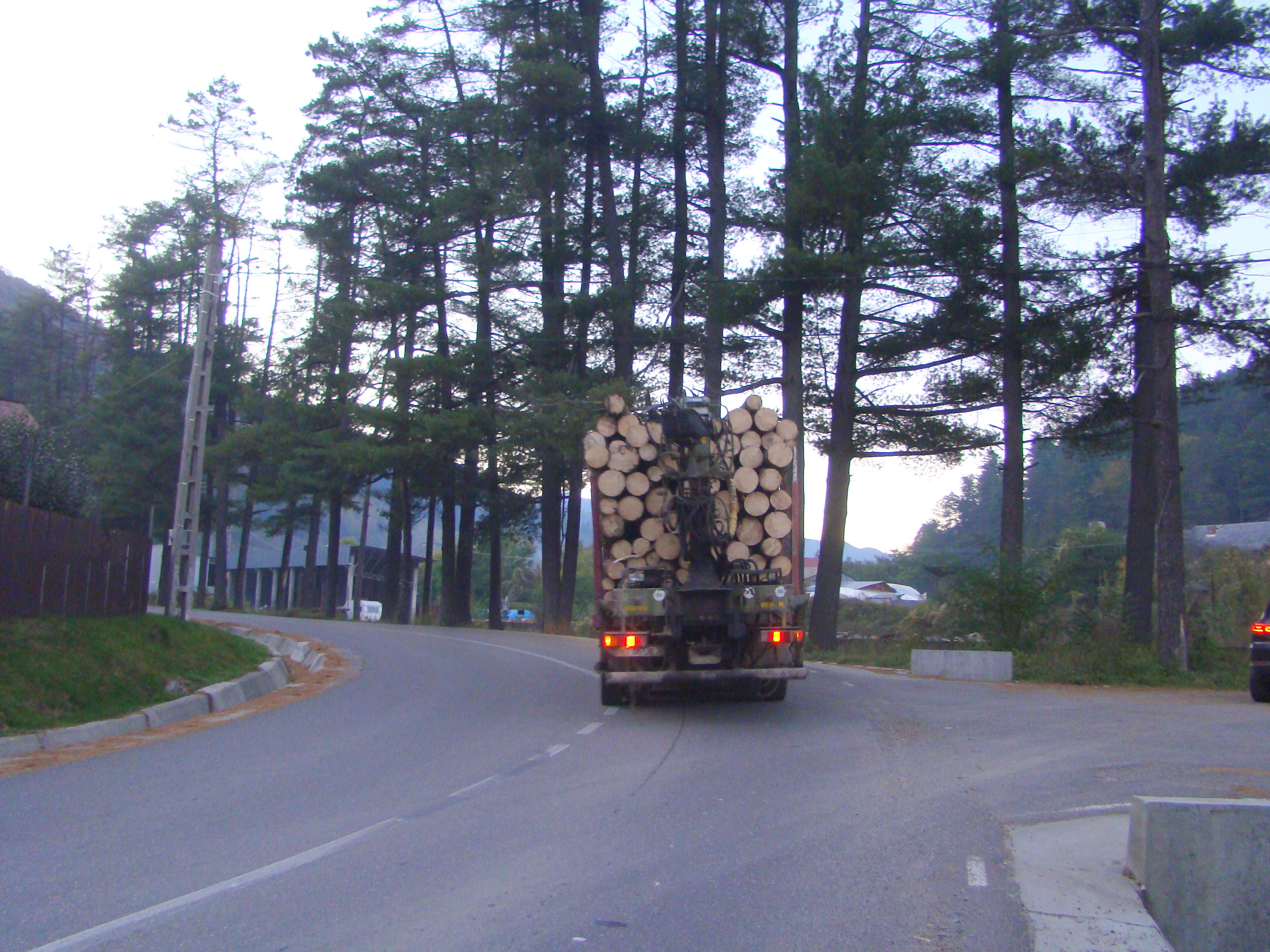
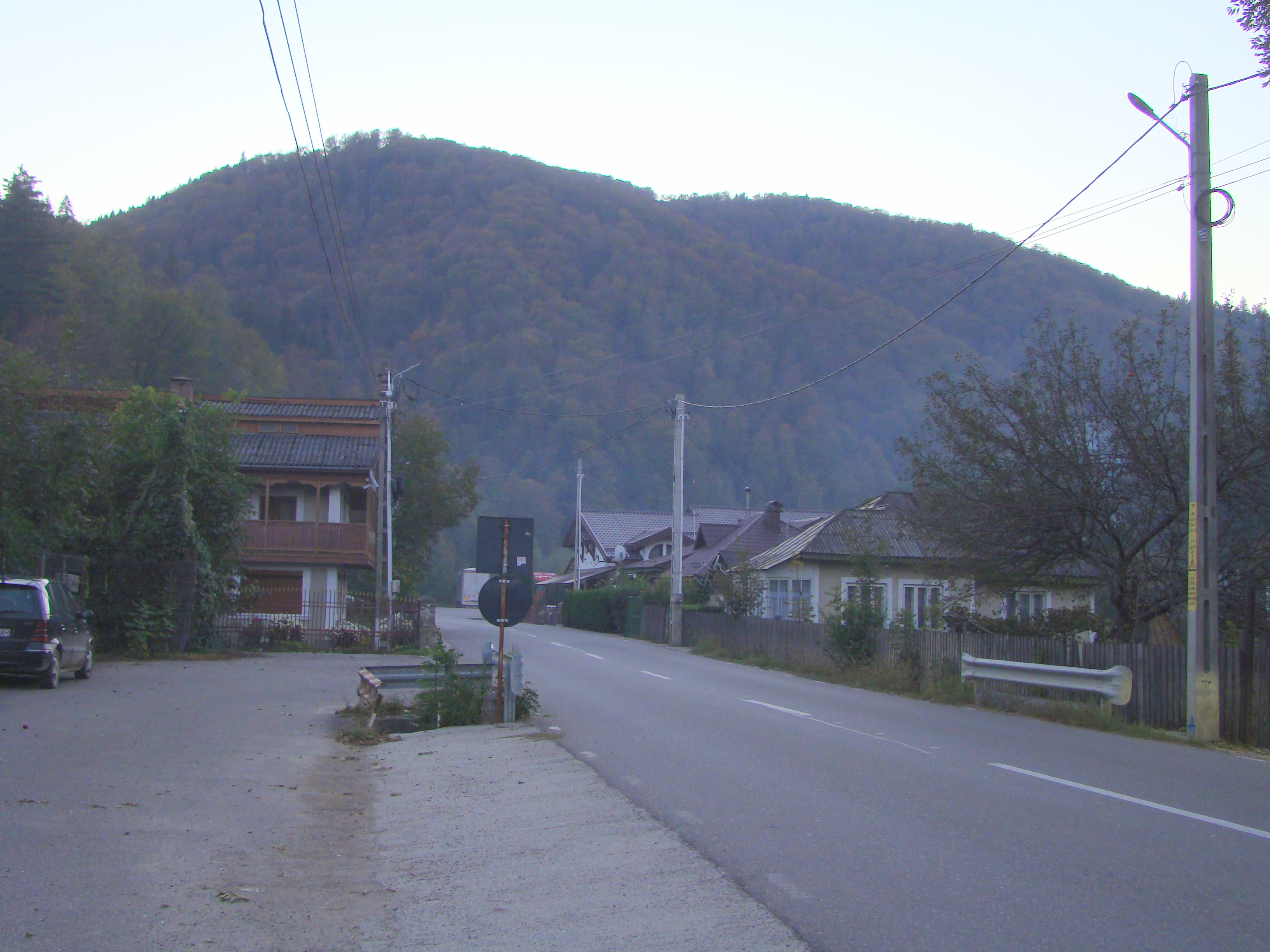
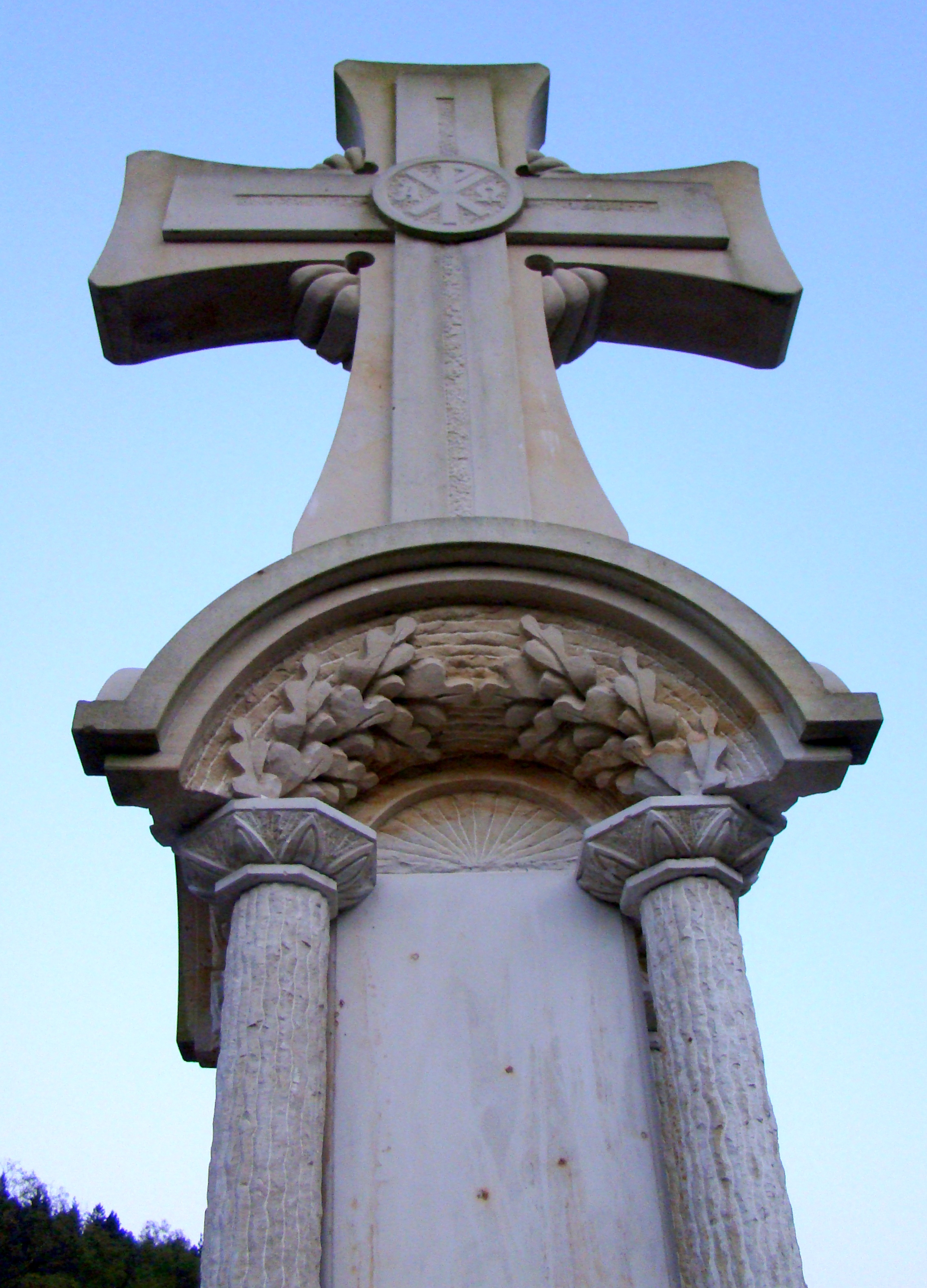
Monumentul eroilor (detaliu)
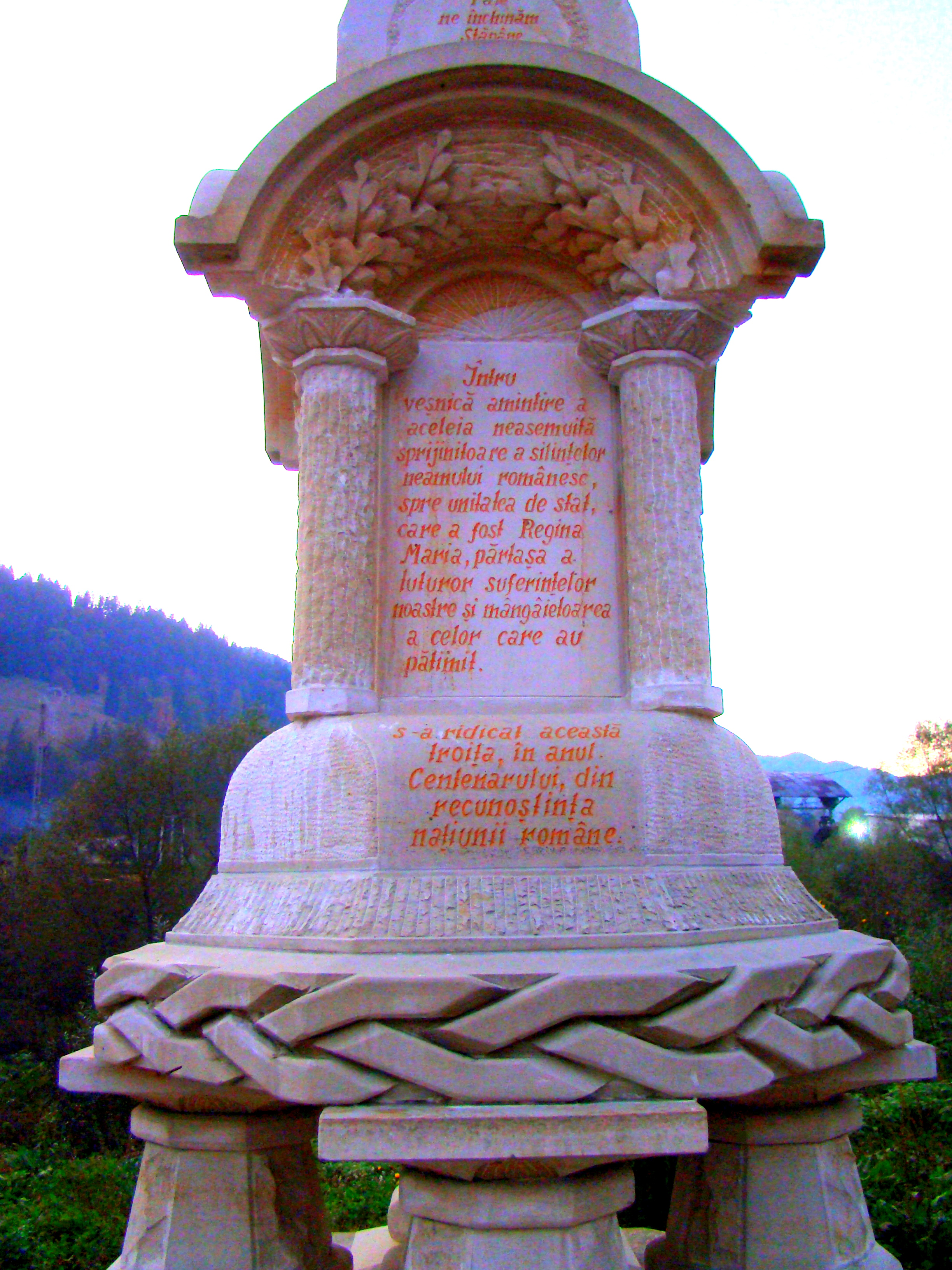
Monumentul eroilor (detaliu)
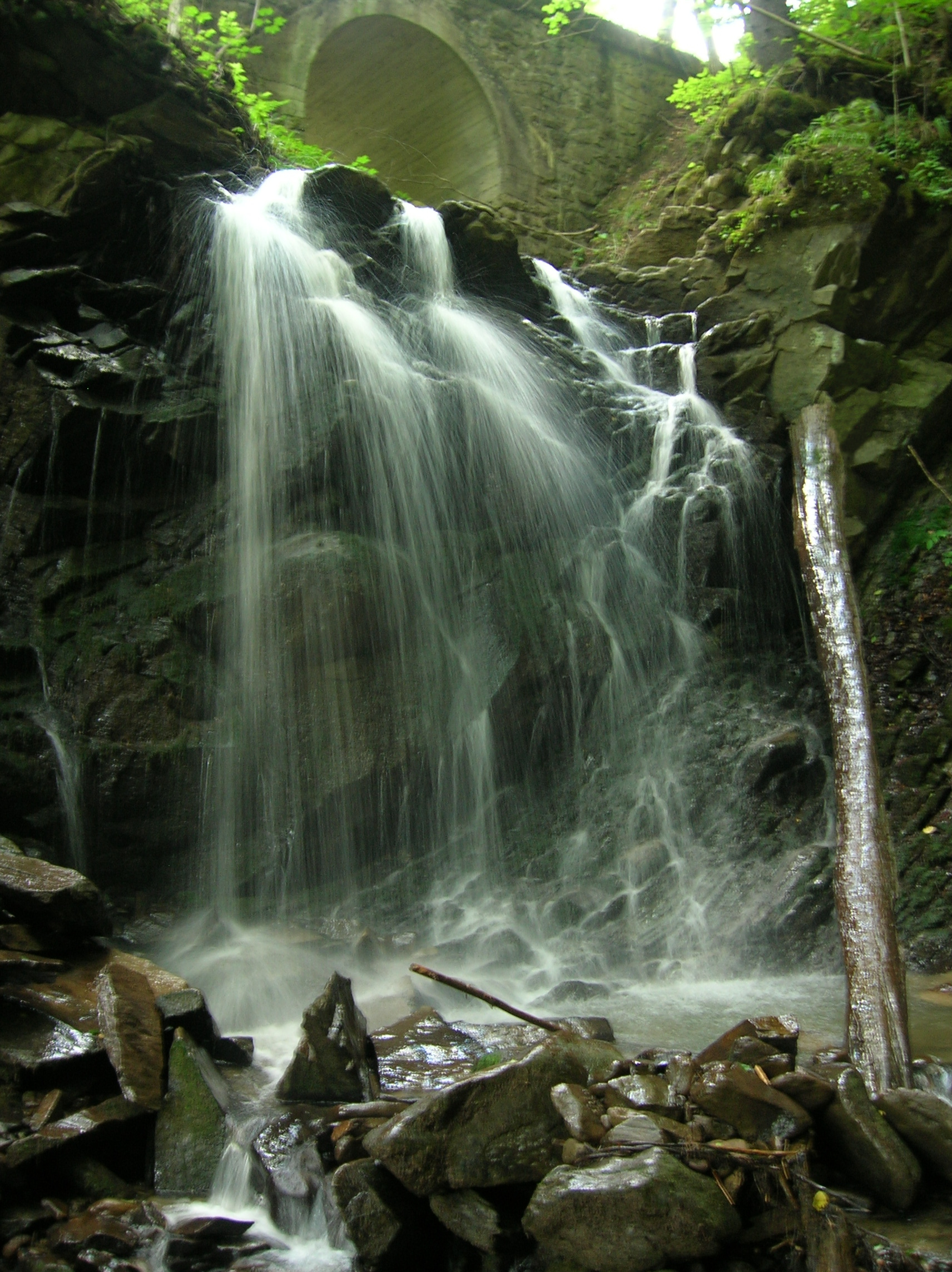
Cascada Frasin
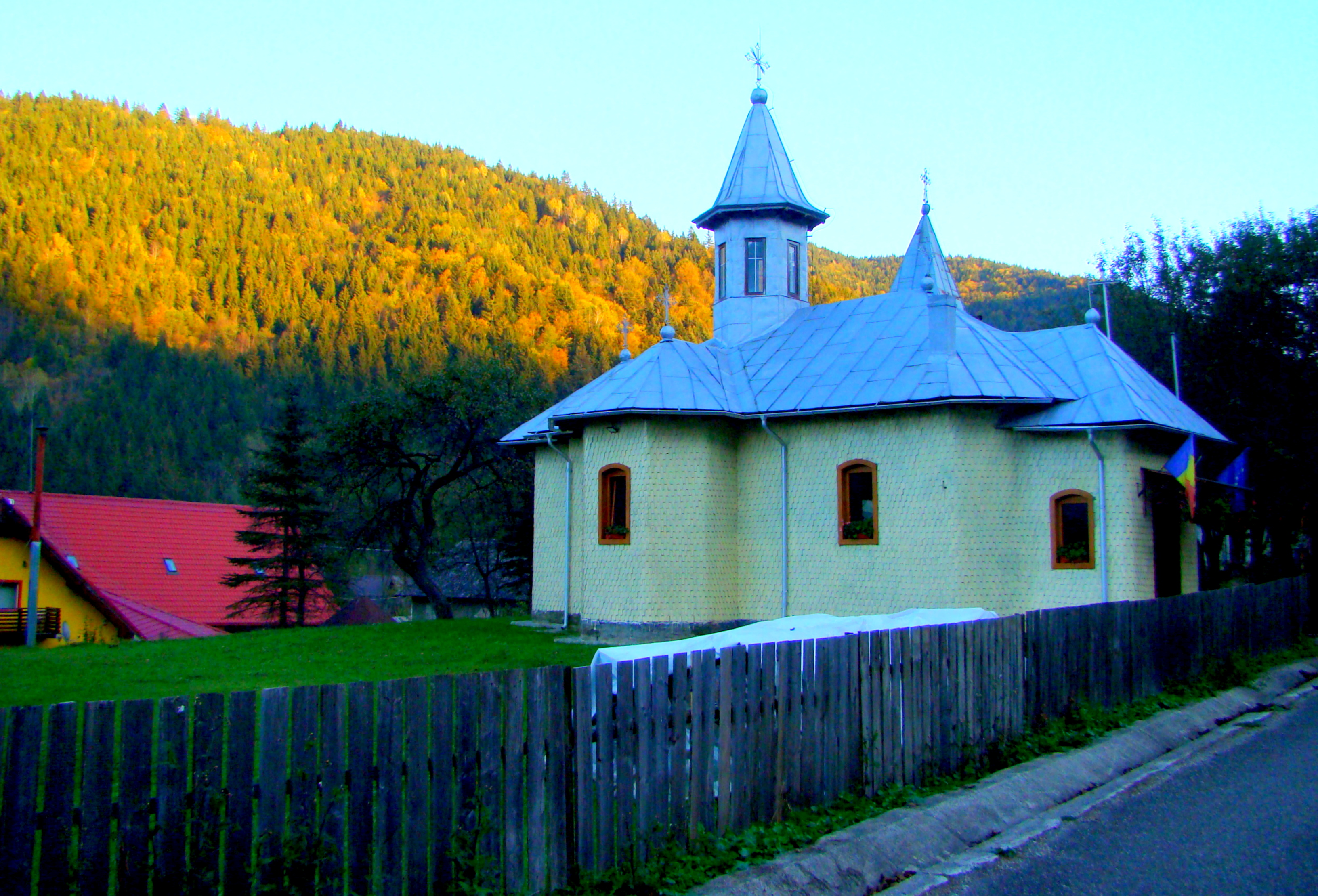
Biserica Înălțarea Domnului din Brateș
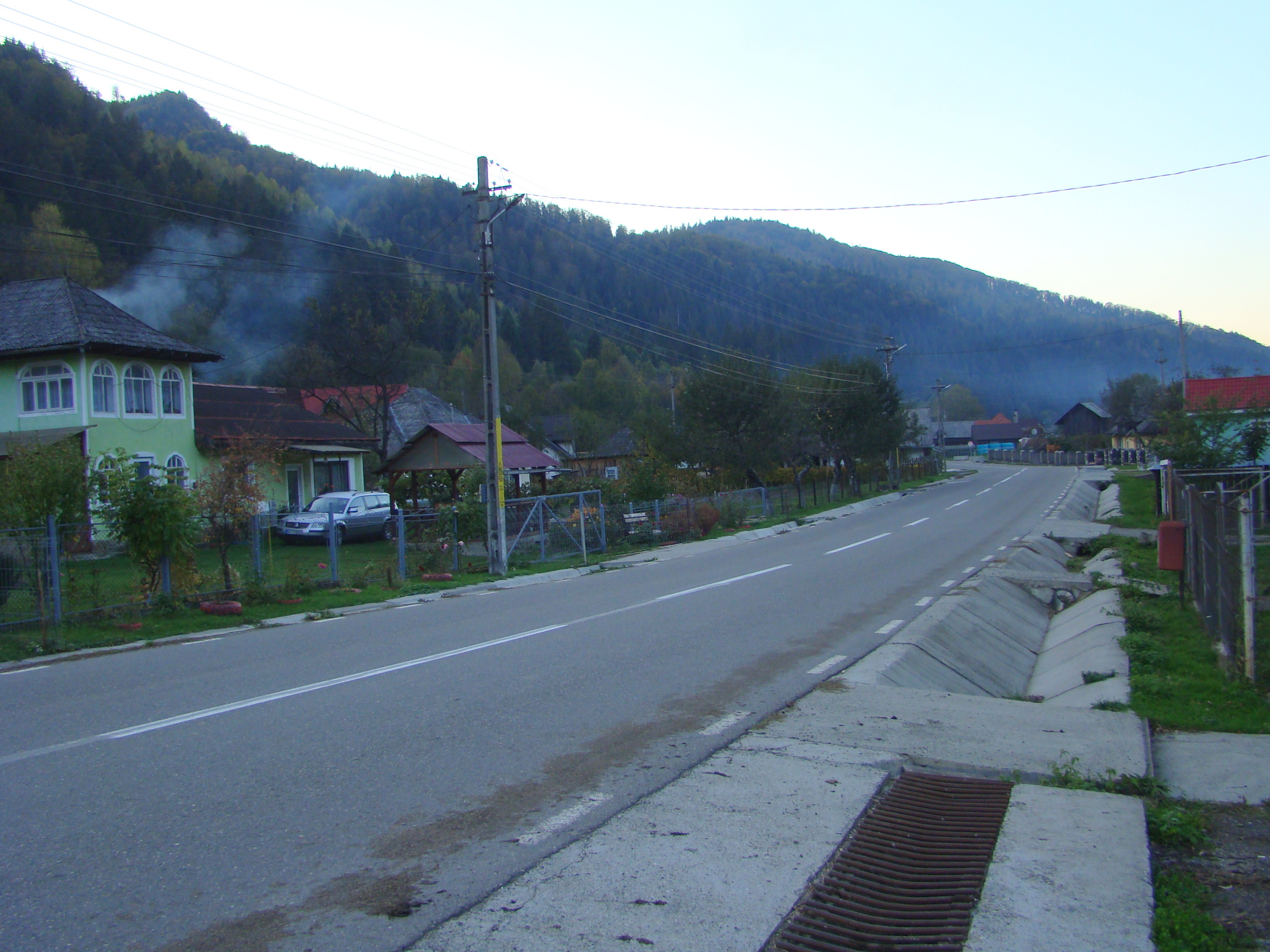
Cazaci
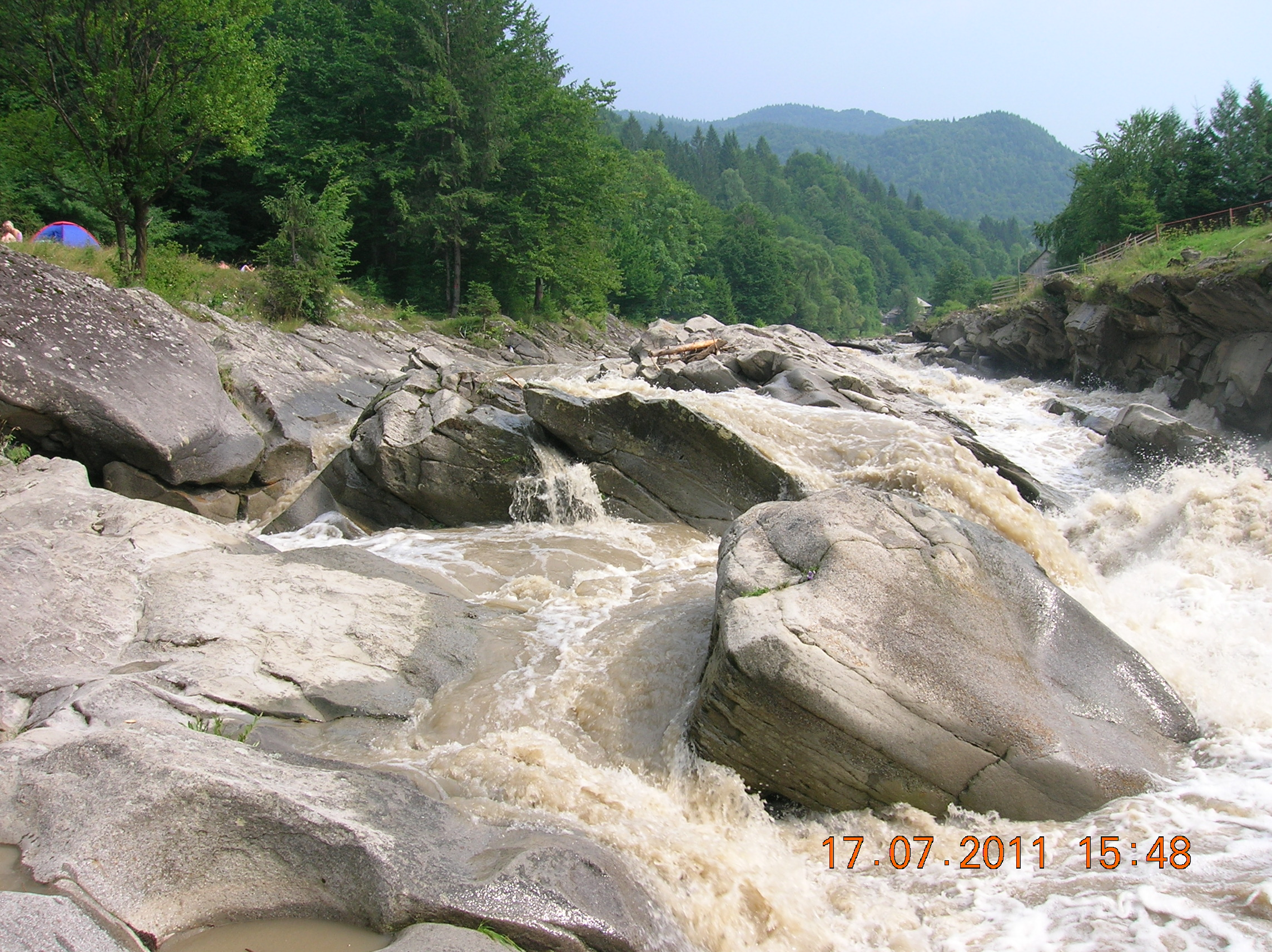
Repezișurile Ianuș
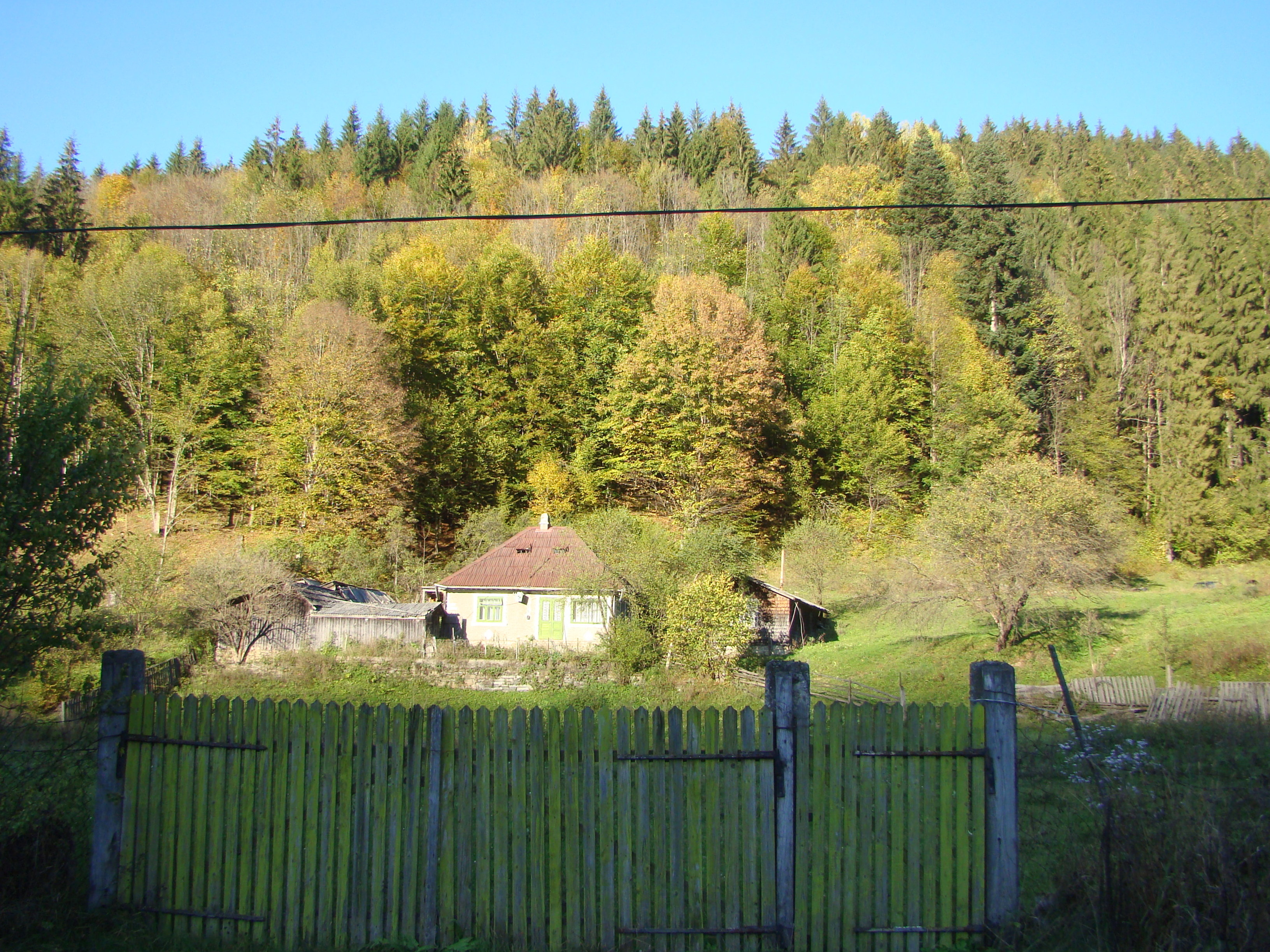
Schitu Tarcău
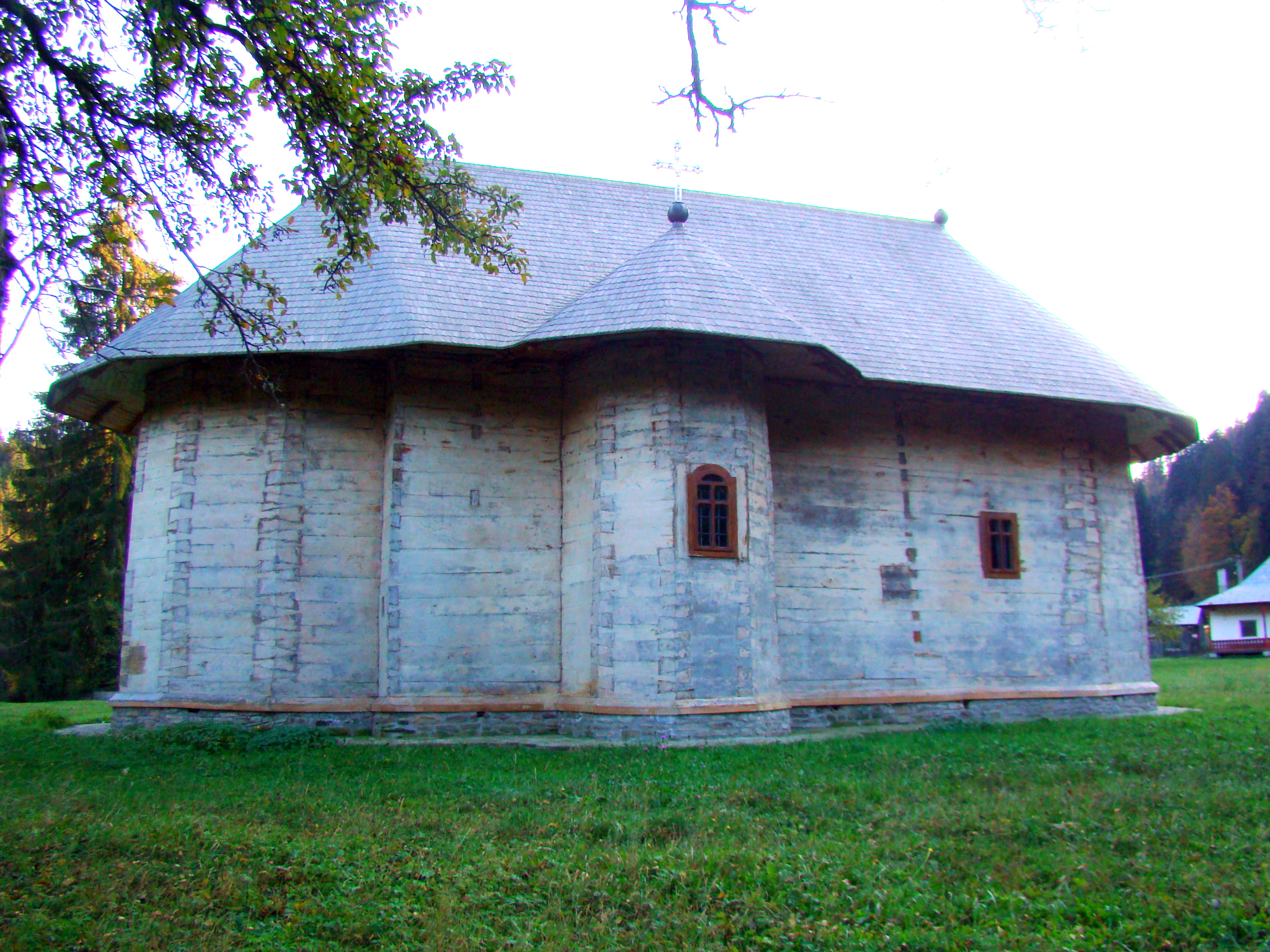
Biserica de lemn „Duminica Tuturor Sfinților” (monument istoric)
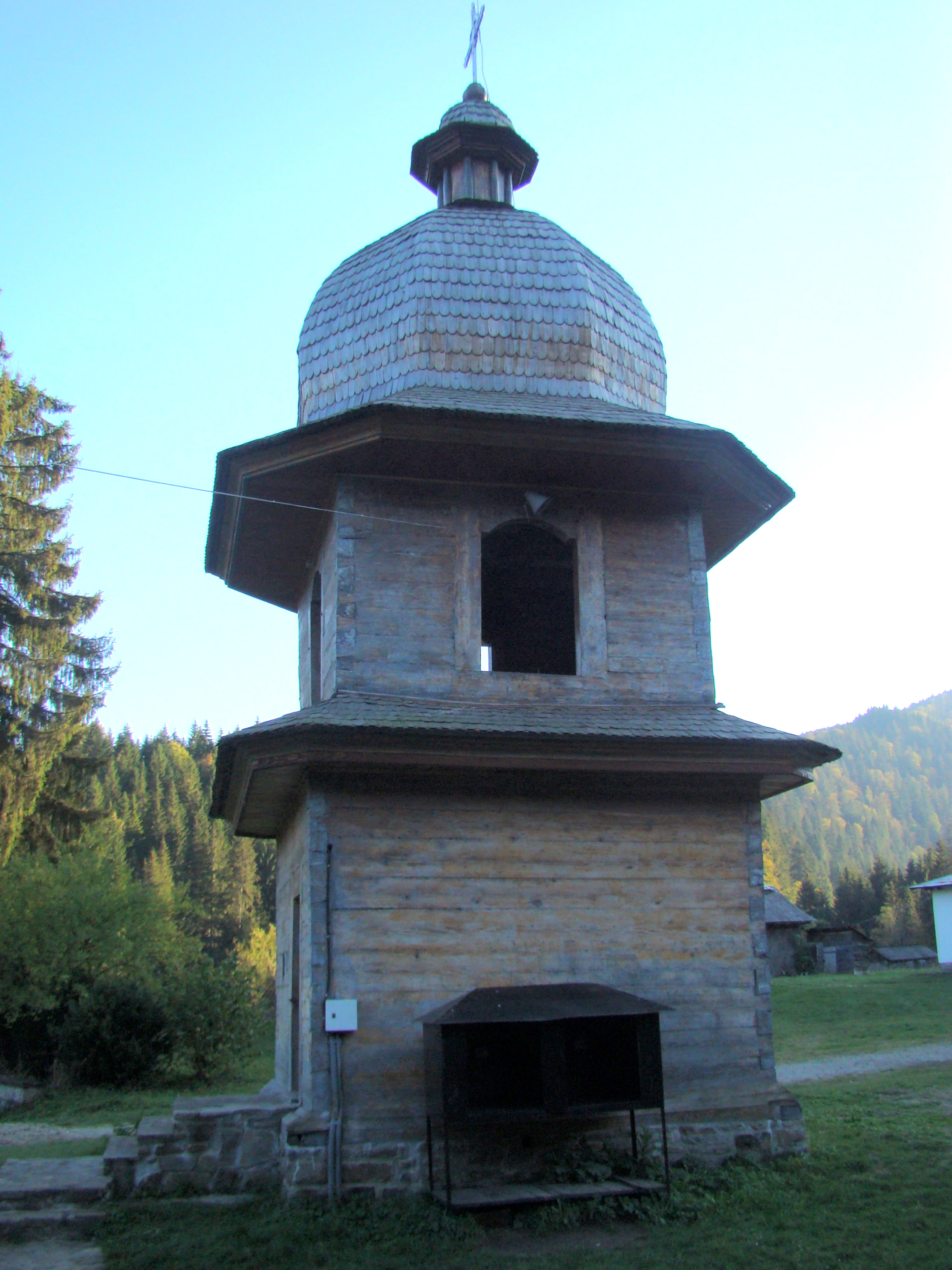
Turn clopotniță (monument istoric)
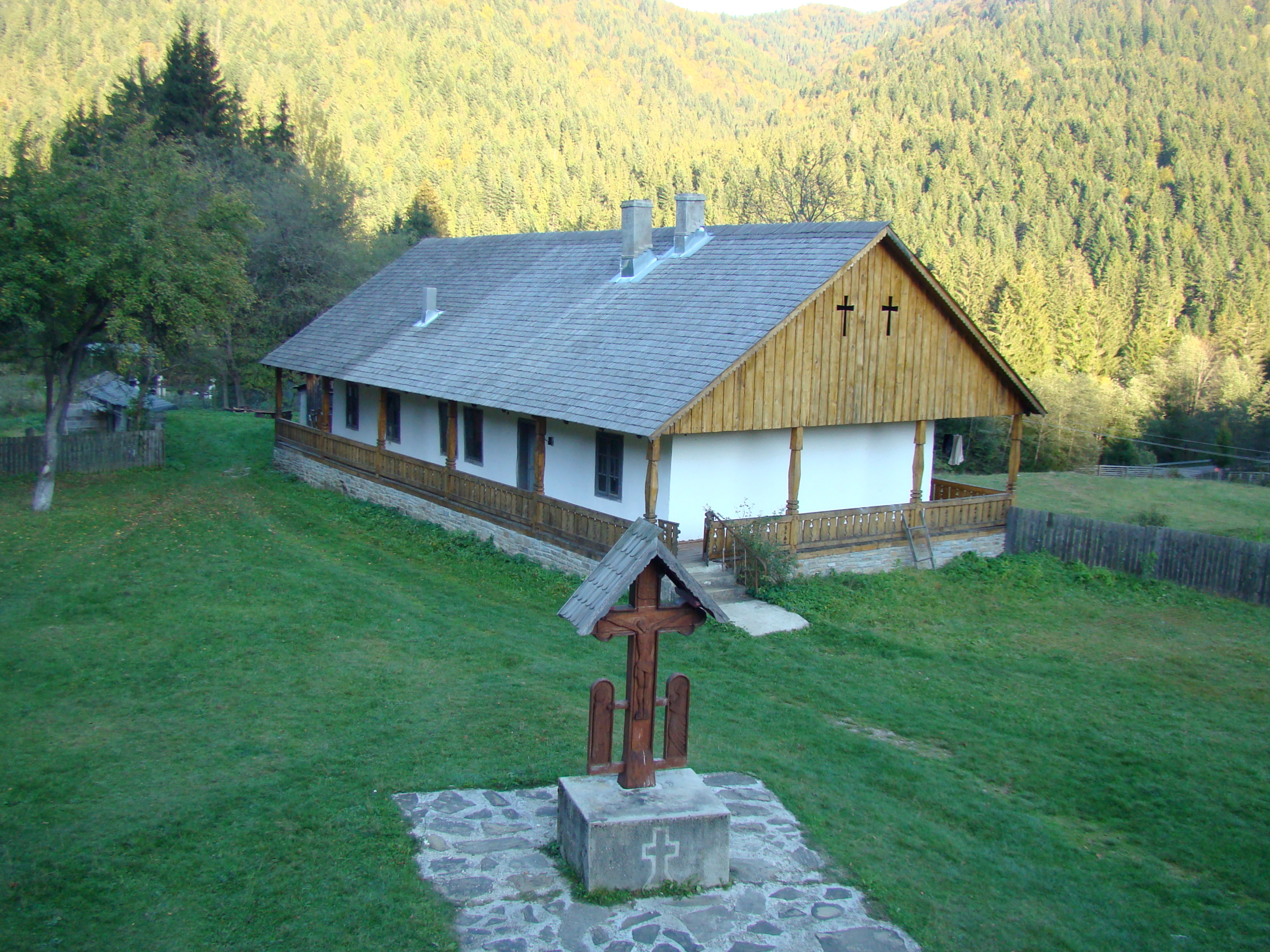
Case monahale (monument istoric)